# Pithecia hirsuta
Saki hirsute
Espèce
Pithecia hirsuta, communément appelé Saki hirsute est une espèce de primates de la famille des Pitheciidae qui se rencontre dans la  forêt amazonienne, entre le Río Caquetá au nord et le Río Napo au sud, à l'extrême sud-est de la Colombie (département d'Amazonas), au nord-est du Pérou et dans la continuation orientale de la région du Brésil. 

## Description
Il atteint une longueur tête-tronc d'environ 50 cm, la queue étant plus longue. La couleur de son pelage est relativement uniforme. Le dimorphisme sexuel est très léger. Les mâles et les femelles sont noirâtres, la peau est quelque peu parsemée de pointes de poils brillants, les femelles un peu plus que les mâles. Chez les deux sexes, les mains sont blanches. Les mâles sont majoritairement noirs, la tête est brune, la poitrine noire ou brune. Les lèvres et les bandes étroites, qui colorent la région de la bouche et du nez nus, sont de couleur blanche ou crème. La peau du visage sans poils est noire, sauf pour les taches roses ou brillantes sur les yeux. Le scrotum est noir, le pénis rose. Les lèvres des femelles ne sont pas blanches. Les poils autour du visage sont plus noirs que chez les mâles. La peau du visage autour des yeux, au-dessus de la bouche et du menton est rose.

## Publication originale
- (la) Jean de Spix, Simiarum et vespertilionum brasiliensium species novae, 1823, 72 p.